# Gamiz-Fika
Gamiz-Fika è un comune spagnolo di 1 227 abitanti situato nella comunità autonoma dei Paesi Baschi.